# 퍼턴추시아브러함 데죄

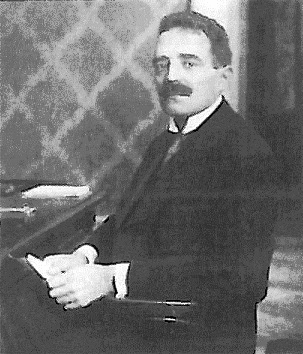
퍼턴추시아브러함 데죄

퍼턴추시아브러함 데죄(헝가리어: Dezső Pattantyús-Ábrahám, 1875년 7월 10일 운그바르(Ungvár, 현재의 우크라이나 우지호로드) ~ 1973년 7월 25일 헝가리 부다페스트)는 헝가리의 보수주의 정치인이다. 1919년 7월 12일부터 8월 12일까지 한 달 동안 헝가리의 총리로 재직했다.